# Karacsáj-tó
A Karacsáj-tó (oroszul: озеро Карачай) Oroszország Cseljabinszki területén, a Déli-Urál hegyei között elhelyezkedő kis kiterjedésű tó. 1951-től a környéken üzemelő, radioaktív anyagokat feldolgozó Majak-vegyikombinátból nagy mennyiségű radioaktív hulladékot engedtek a tóba.

## Történet
Az 1960-as években kezdődött a tó kiszáradása. Területe az 1951-es 0,5 km²-ről 0,15 km²-re (1993-ban mért adat) zsugorodott. 1968-ban a tó környékének aszályos időjárása miatt a szél a kiszáradt tómederből a radioaktív port széthordta, több milliónyi embert 185 petabecquerel sugárzásnak kitéve.

## Washingtoni jelentés
Egy washingtoni jelentés szerint a Karacsáj-tó nukleáris szennyezés tekintetében a Föld legszennyezettebb pontjai közé tartozik. A tóban felgyülemlett szennyezés 4,44 EBq (exabecquerel) mennyiségű radioaktivitást bocsát ki. Ebből 3,6 EBq-t a cézium–137 és 0,74 EBq-t a stroncium–90 izotópok sugárzása teszi ki. Összehasonlításul, a csernobili reaktorbalesetnél 5–12 EBq radioaktív sugárzás szabadult fel, ami ráadásul nem koncentrálódott egy helyre.
A sugárzási szint egy 1990-ben végzett mérés alapján a washingtoni jelentés szerint a tó partján 600 röntgen volt óránként. Ez több mint az egy óra alatt begyűjthető, az emberre halálos dózis.